# 座田維貞
座田 維貞（さいだ これさだ）は幕末の官人、儒学・国学者。院雑色、学習所雑掌。著書に『国基』。和気清麻呂を顕彰し、和魂漢才碑の建立等を行った。伝清麻呂真筆「我獨慙天地」を偽作した疑いがある。

## 生涯
寛政12年11月29日（1801年1月13日）美濃国高須または尾張国に速水玄仲の子として生まれた。上京して院雑色座田維正の養子となり、天保5年（1834年）8月養父の跡を継いだ。天保6年（1835年）『国基』を脱稿し、天保8年（1837年）刊行した。
朝廷として江戸幕府に対抗するため堂上家用教育機関の設置を働きかけ、天保13年（1842年）学習所の開校が決定した。院雑色としての庶務経験を活かし、弘化3年（1846年）閏3月設立当初より雑掌を務め、弘化4年（1847年）3月開講式に雑掌筆頭として列席し、経書の素読・会読の補佐も行った。十数年後、中風で歩行が不自由になり、自由勤務を許されたが、病を押して出勤したという。

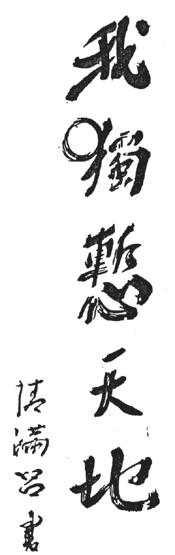
伝和気清麻呂真筆「我獨慙天地」

天保14年（1843年）頃、書「我獨慙天地」（我独り天地に慙（は）づ）が関白鷹司政通から仁孝天皇に伝和気清麻呂真筆として献上され、仁孝天皇・統仁皇太子（孝明天皇）に天覧されたが、実際は維貞の揮毫と見られる。嘉永2年（1849年）9月鷹司政通に「和気公追褒の建議」を提出した結果、嘉永4年（1851年）3月15日神護寺護法善神社に「正一位護王大明神」の神階・神号が追贈され、「護国大明神神階神号宣下ニ付祝歌」を詠んだ。
嘉永年間、北野天満宮北野学堂を指揮して各地に和魂漢才碑を建立し、『菅家遺誡』摺本を独占販売した。
安政2年（1855年）新発田藩主溝口健斎から京都町奉行浅野長祚を通じて学習院に『報国論』が寄贈され、津崎矩子・近衛忠煕を通じて孝明天皇に献上した。また、維貞を含めた堂上6名に『報告画』が贈られ、返礼書を取りまとめた。
同年『国基』が鷹司政通を通じて孝明天皇に天覧され、歌人・詩人・国学者76名からこれを祝する詩歌を寄せられ、安政4年（1857年）閏5月大倉好斎の編集により『国歌題詠集』が刊行された。天覧により名声が京都内外に広まる一方、その政略的な活動から「奸徒」との噂も立った。安政5年（1858年）5月開国論者橋本左内は近藤了介に対し、維貞が開国論に転じたらしいとして、配下の服部熊五郎を通じて接触するよう指示しており、9月西郷隆盛も「奸徒」との噂を確かめるため有村俊斎に自宅を偵察させている。また幕府にも活動を疑われ、しばしば捕吏に家の門を覗かれ、家族が恐怖したという。
安政6年（1859年）黒沢登幾を和歌の門人として受け入れ、安政の大獄で譴責された徳川斉昭の名誉回復のため助力した。同年8月22日病没し、菩提寺妙蓮寺に葬られた。法名は蓮沼院清光一夢居士。1984年（昭和59年）と1996年（平成8年）墓が建て替えられた。

## 官歴
- 天保5年8月28日（1834年9月30日） 従六位下美濃介[25]
- 天保13年3月16日（1842年4月26日） 従六位上右兵衛大尉[25]
- 嘉永3年3月4日（1850年4月15日） 正六位下[25]
- 明治45年（1912年）2月26日 贈正五位[23]

贈位は1910年（明治43年）10月護王神社宮司半井真澄が政府に「故座田維貞へ贈位建白」を提出したことによる。

## 著書
『国基』
天保6年（1835年）脱稿、天保8年（1837年）刊。既存の水土論に基づき儒学と国学の両立を説く。安政2年（1855年）孝明天皇に天覧された。1909年（明治42年）乃木希典により再評価され、戦前にも広く読まれた。

## 和魂漢才碑

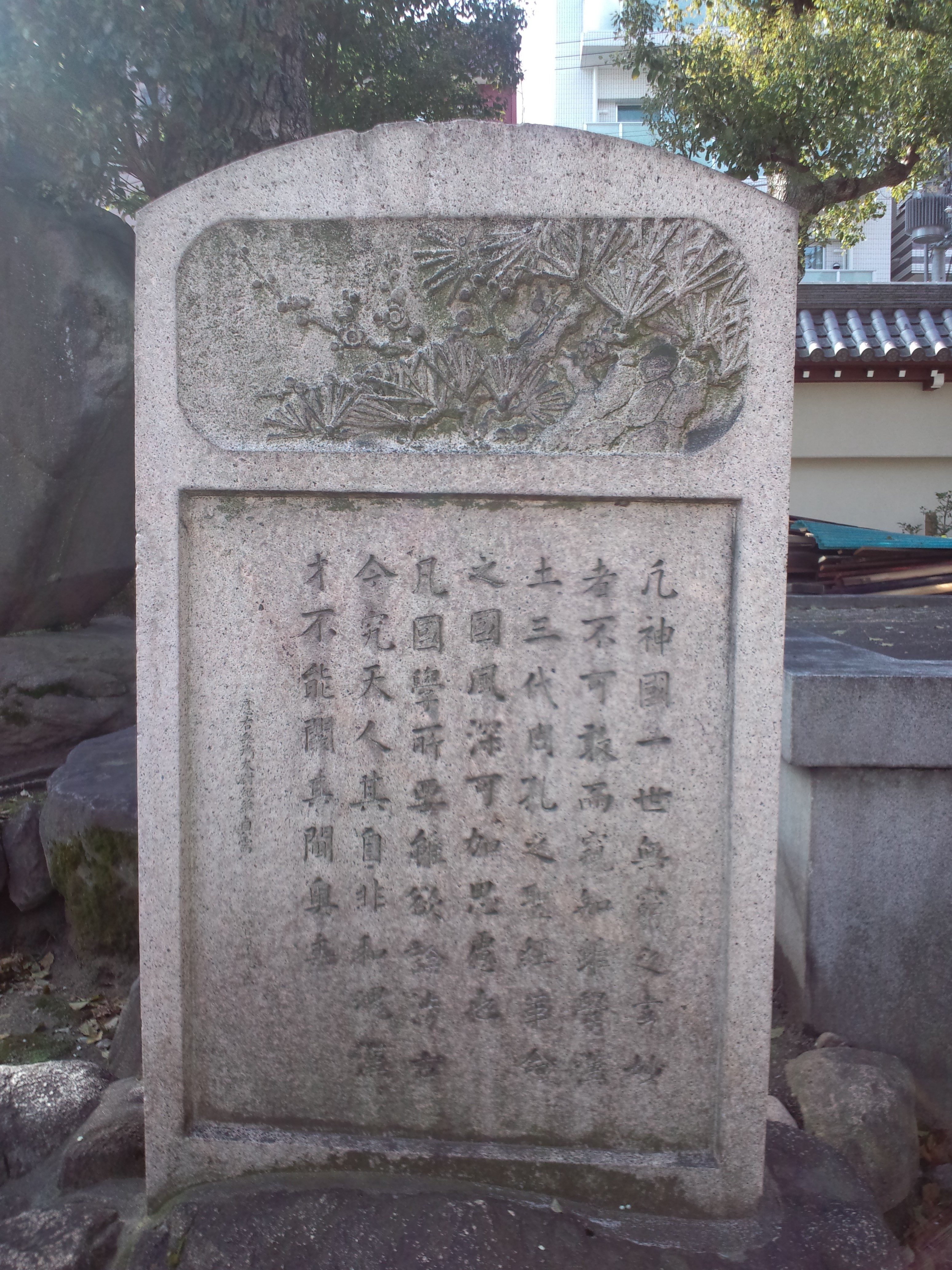
大阪天満宮和魂漢才碑

伝菅原道真作『菅家遺誡』中の2章を「要文二則」と呼び、その普及のため各地に和魂漢才碑を建立した。
- 第21則 凡そ神国一世、無窮の玄妙なるものは、敢へて窺ひ知るべからず、漢土三代、周孔の聖経を学ぶと雖も、革命の国風、深く思慮を加ふべきなり。
- 第22則 凡そ国学の要とする所は、論、古今に渉り、天人を究めんと欲すと雖も、和魂漢才にあらざるよりは、その閫奥を闞（うかが）ふことあたはず。

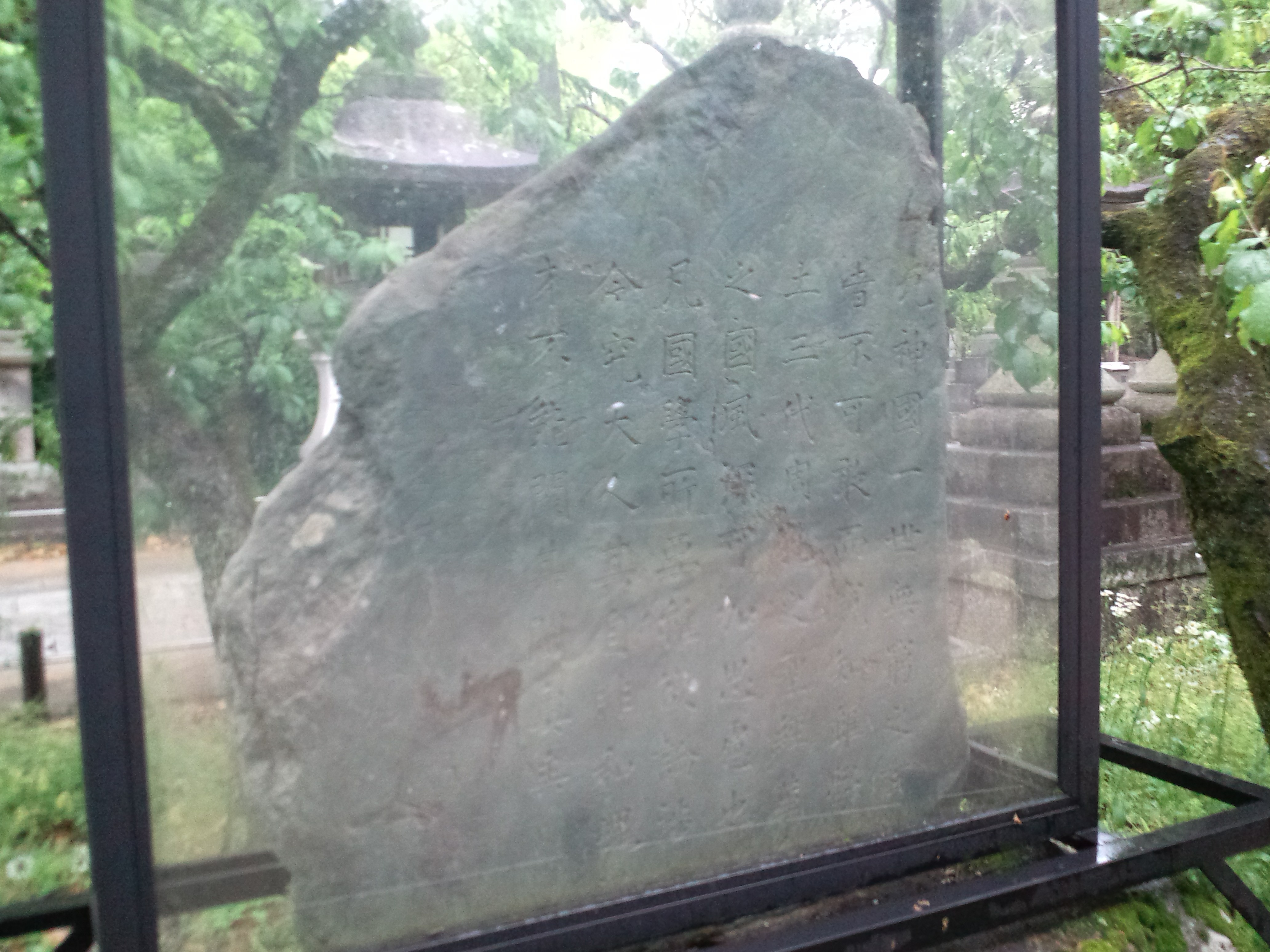
北野天満宮和魂漢才碑
東坊城聡長の揮毫により嘉永元年（1848年）4月本殿東に建立。2005年（平成17年）覆屋が作られた。
神護寺和魂漢才実事篤行碑
鷹司政通の揮毫により嘉永4年（1851年）護王社前に建立。「篤行」は『中庸』「明弁之、篤行之」（明らかに之を弁じ、篤く之を行ふ）による。1898年（明治31年）清麻呂墓碑左側、1933年（昭和8年）頃墳墓入口前の山道に移された。嘉永4年（1851年）10月には護王社本殿前に灯籠2基を寄進し、1886年（明治19年）遷座により移転、2006年（平成18年）本殿左右横に移転した。
大坂天満宮和魂漢才碑
東坊城聡長の揮毫により嘉永5年（1852年）大倉好斎と建立。
嘉永5年（1852年）3月には関東に勤皇思想を広めるため神護寺普賢院の名で江戸浅草寺に「江戸浅草寺内ニ清麻呂公之社を建立する願書」を提出したが、実現しなかった。
『菅家遺誡』は当時から六人部是香・黒川春村により古代に「国学」「和魂」のような語はないとして偽書説が唱えられていたが、維貞は「即（かり）に他人の手に出づるも、苟しくも以て人に訓（をし）へ、国に報いるべくんば、即ち当に尊信してこれを表章すべし」として活動を擁護している。
戦後加藤仁平『和魂漢才説』により、「要文二則」は谷川士清『日本書紀通証』が『菅家遺誡』を引用した際の細注が本文の一部と誤解されて混入したものと判明した。

## 有村俊斎の訪問
安政5年（1858年）9月、西郷隆盛は噂に聞いた「座田卯兵衛丞」の人となりを探るため有村俊斎を自宅に派遣した。俊斎は薩摩藩の僧と名乗り、当時維貞が配布していた忠臣像の版画を求め、維貞は和気清麻呂・楠木正成の画像を取り出して忠義を説いた。しかし、維貞は不意に「どうして私の住所がわかったのか。」と質問し、俊斎が「（薩摩藩京都留守居）伊集院太郎右衛門に聞いた。」と答えると、維貞は「伊集院とは知り合いだが、私の住所は知らないはずだ。今日の午前転居してきたばかりで、誰にも知らせていないのだが。」と怪しみ始めた。俊斎が慌てて去ろうとすると、維貞は「今晩はどこに泊まるのか。」と聞き、俊斎が「伊集院だ。」と答えると、維貞は家僕に提灯を持たせて同行させたが、俊斎は刀で脅して帰宅させ、本来の旅宿鍵直に帰宅した。
翌朝、維貞が伊集院に事件を報告すると、伊集院は西郷隆盛に事情を質したが、隆盛は「僧侶はいない。」と回答した。二人は彦根藩に追われていたこともあり、直後に伊知正治・北条右門と共に京都を離れ、大坂へ向かったという。
なお、維貞の屋敷は新烏丸通下切通シ上ルにあったとされるが、どの時点のものか不明である。

## 思想
既存の水土論に基づき、中国の易姓革命思想は日本の風土と相容れないとする一方、孔子の教えは万国に通じるとした。武王の放伐を否定した伯夷・叔斉を忠臣と讃える一方、道鏡事件の解決に奔走した和気清麻呂の方が数段優れているとした。歌人八田知紀が本人に聞いた話では、学習院で『孟子』の講義の際、冒頭で「不経の語が多いので、日本で経書と崇めるべき書ではない」と断ったという。
南北朝正閏論では南朝を正統とした。

## 親族
江戸時代の座田家には院雑色本家・右官掌分家・滝口賀茂分家・院雑色分家の4家があった。
実父：速水玄仲
本姓は源氏、名は氏友。高須藩医と伝わるが、高須・尾張藩等の資料では確認できない。一方、尾張藩には「氏」を通字とする鷹匠速水家がある。
養父：座田維正
明和7年（1770年）5月6日生、文化7年3月29日（1810年5月2日）院雑色、4月24日（5月26日）従六位下若狭介、文政元年4月26日（1818年5月30日）従六位上、文政10年11月16日（1828年1月2日）没。
養母
美濃国大野郡五ノ里村の郷士樫原杢左衛門安茂の娘。樫原家は岐阜県揖斐郡大野町五之里に分家1軒が現存する。
義弟：座田維恭
文化2年（1805年）3月7日生、院雑色、文化11年2月20日（1814年4月10日）従六位下長門介、文政5年1月8日（1822年1月30日）18歳で没。
義弟：座田維保
養子。文化3年（1806年）生、院雑色、文政10年10月13日（1827年12月1日）従六位下肥後介、天保6年9月26日（1835年11月16日）辞官・位記返上。
妻
安原伊予守の家来上島藤兵衛の娘。
長男：座田維和
養子。安政3年（1856年）32歳で没。妻政江は維直と再婚した。
娘
次男：座田維直
養子。安政5年（1858年）院雑色、安政6年（1859年）10月学習院雑掌、安政7年（1860年）左兵衛少尉。長男維貫（貫一郎）は1874年（明治7年）京都府番人、邏卒、1875年（明治8年）巡査試補、1876年（明治9年）四等巡査。次男謙二郎は早逝したか。三男祐三郎は元治元年（1864年）生で、不行跡により紫竹栗栖町に逼塞した。
子：粟津職綱
宮内省主殿寮・諸陵寮等に勤務。
子孫は維直、祐三郎、彦太郎、健一郎、敏雄と続き、中国地方に在住する。